# 植月千春
植月 千春（うえつき ちはる、1957年 - ）は日本のカーヌーン奏者、ピアニスト、声楽家。岡山県津山市生まれ。岡山操山高校、京都市立芸術大学を卒業。ザルツブルグに留学。 ラウンジピアニストとして京都、サンフランシスコ、ベルギー、 シンガポール、東京と演奏の場を移す。 オルガンプレーヤーとしても、ホテルやイベントなどで演奏多数。イスラム教徒。
スポーツジムにてトルコ人と知り合いになったのをきっかけに、2001年に訪れた青山にあるトルコ料理店で、アラブの伝統楽器カーヌーンに出会った。同年には渋谷のモスク（東京ジャーミイ）にてイスラム教に入信し、イスラム名はヤスミン。以降はトルコにてターヒル・アイドーデュ、チュニジアにてジャメル・アビドに師事しカーヌーンの演奏方法を習得。2003.03　カーヌーン・ソロ・アルバム出版
イラクに対する侵攻に反対の立場を貫き、実情を知るために、2003年5月にイラクを訪れる。2004年に出版されたリヴァーベンドによるイラク戦争の状況を伝えるブログ『バグダード・バーニング』の日本語への翻訳及び書籍出版にも協力した。
2019.07～　Youtubeに動画を公開
「幻想組曲『銀河鉄道の夜』によせる想い」作曲・演奏
「平和への祈り」
「午後のひととき」等